# Långnate
Långnate (Potamogeton praelongus) är en växtart i familjen nateväxter. I Sverige är den sällsynt.

## Beskrivning
Det är en vattenväxt som kan ha en upp till två meter lång stjälk. Bladen är mörkgröna, några centimeter breda och upp till tjugo centimeter långa. Spetsen på bladen är huvlik och kanterna är helbräddade. Blomställningen är ett ax, cirka fem centimeter långt, vars skaft kan bli ett par decimeter långa.

## Hybrider
Långnate kan bilda hybrider med grovnate, gräsnate, krusnate och ålnate.